# Módulo de balasto
El módulo de balasto es una magnitud asociada a la rigidez del terreno. Su interés práctico se encuentra sobre todo en ingeniería civil ya que permite conocer el asentamiento de una edificación en el terreno, así como la distribución de esfuerzos en ciertos elementos de cimentación. Se mide aplicando una carga vertical sobre una superficie y midiendo el hundimiento o desplazamiento a partir de la carga aplicada.

{\displaystyle k_{b}={\frac {F}{\delta \ A}}}

Donde:
{\displaystyle F\,} es la fuerza vertical aplicada,
{\displaystyle A\,} el área de la superficie en contacto con el terreno donde se está aplicando la fuerza,
{\displaystyle \delta \,} es la distancia vertical de hundimiento lograda.
Obviamente la definición anterior sólo es válida para un cierto rango de presiones, ya que una vez aparecen fenómenos de fluencia o plasticidad la fuerza deja de ser proporcional al hundimiento y por tanto la relación fuerza-hundimiento no es una relación lineal y no tiene sentido hablar de un módulo constante.